# Буяк Володимир Андрійович
Володи́мир Андрі́йович Буя́к (псевдо.: «Кузьма», «Степ»; нар. 1922, с. Шельпаки, нині Підволочиський район, Тернопільська область — пом. ?, Хмельницька область) — український військовик, вояк УПА, Лицар Бронзового хреста заслуги.

## Життєпис
Освіта — 4 класи народної школи. За фахом — столяр. Член ОУН, ймовірно, з 1941 р. Референт СБ підрайонного проводу ОУН (1943—1945), референт СБ Новосільського районного проводу ОУН (1946-06.1947), керівник Ланівецького районного проводу ОУН (06.1947-1949). У 1949 р. переведений для підсилення збройного підпілля ОУН на Хмельниччину, де очолював підпільний осередок ОУН. Час, місце та обставини загибелі не відомі.

## Нагороди
Згідно з Наказом Головного військового штабу УПА ч. 1/51 від 25.07.1951 р. керівник підпільного осередку ОУН на Хмельниччині Володимир Буяк — «Кузьма» нагороджений Бронзовим хрестом заслуги УПА.

## Вшанування пам'яті
- 13 квітня 2019 року від імені Координаційної ради з вшанування пам'яті нагороджених Лицарів ОУН і УПА у м. Шумськ Тернопільської області. Бронзовий хрест заслуги УПА (№ 065) переданий Ярославі Буяк, сестрі Володимира Буяка — «Кузьми».